# Божков Яр
Божков Яр (укр. Божків Яр) — местность, урочище в Киеве. Расположен в Соломенском районе города между Байковой горой, местностями Монтажник и Александровская слободка. Имеет вид котловины. Ориентировочно ограничивается Байковым кладбищем (с востока), улицами Медвинской (с юга) и Нечуя-Левицкого (с запада).

## История
Местность известна с конца XIX — начала XX столетия. Название происходит от фамилии одного из местных жителей — Божок. К местности ведёт одноимённая улица Александровской Слободки — улица Божков Яр.